# 서울교회

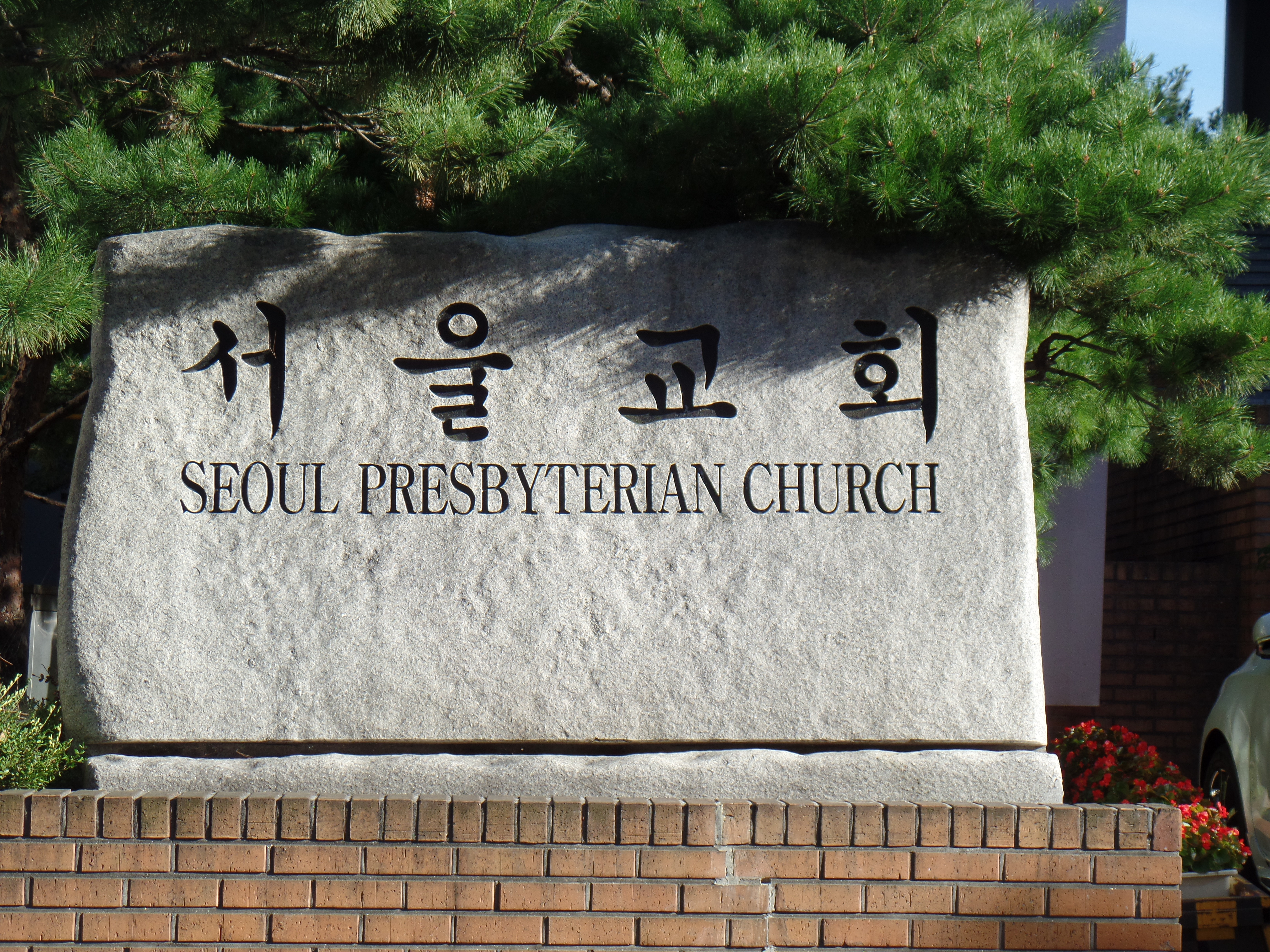
서울교회 표지석

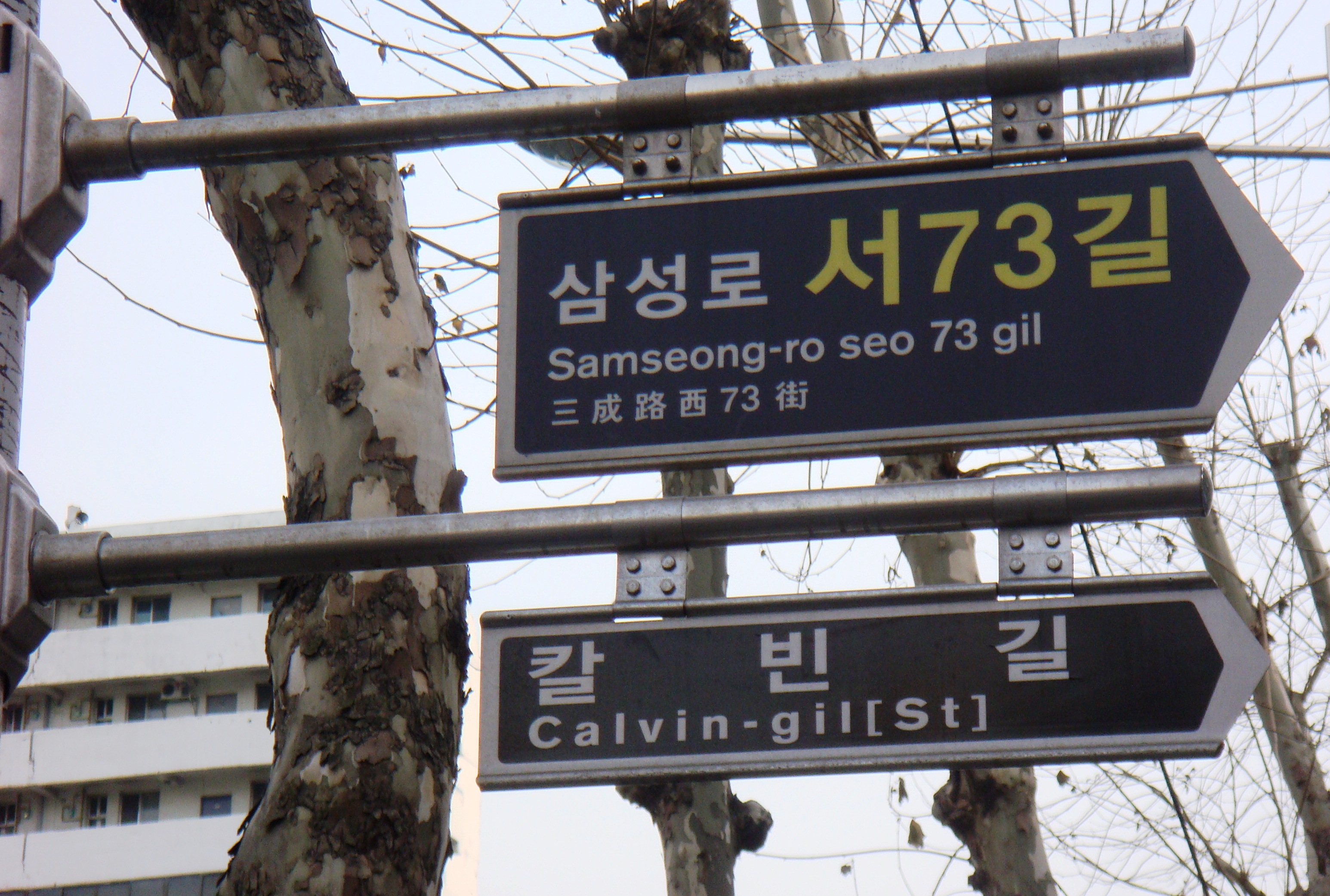
2009년 요한칼빈탄생500주년기념사업회가 추진했던 명예도로 칼빈 길

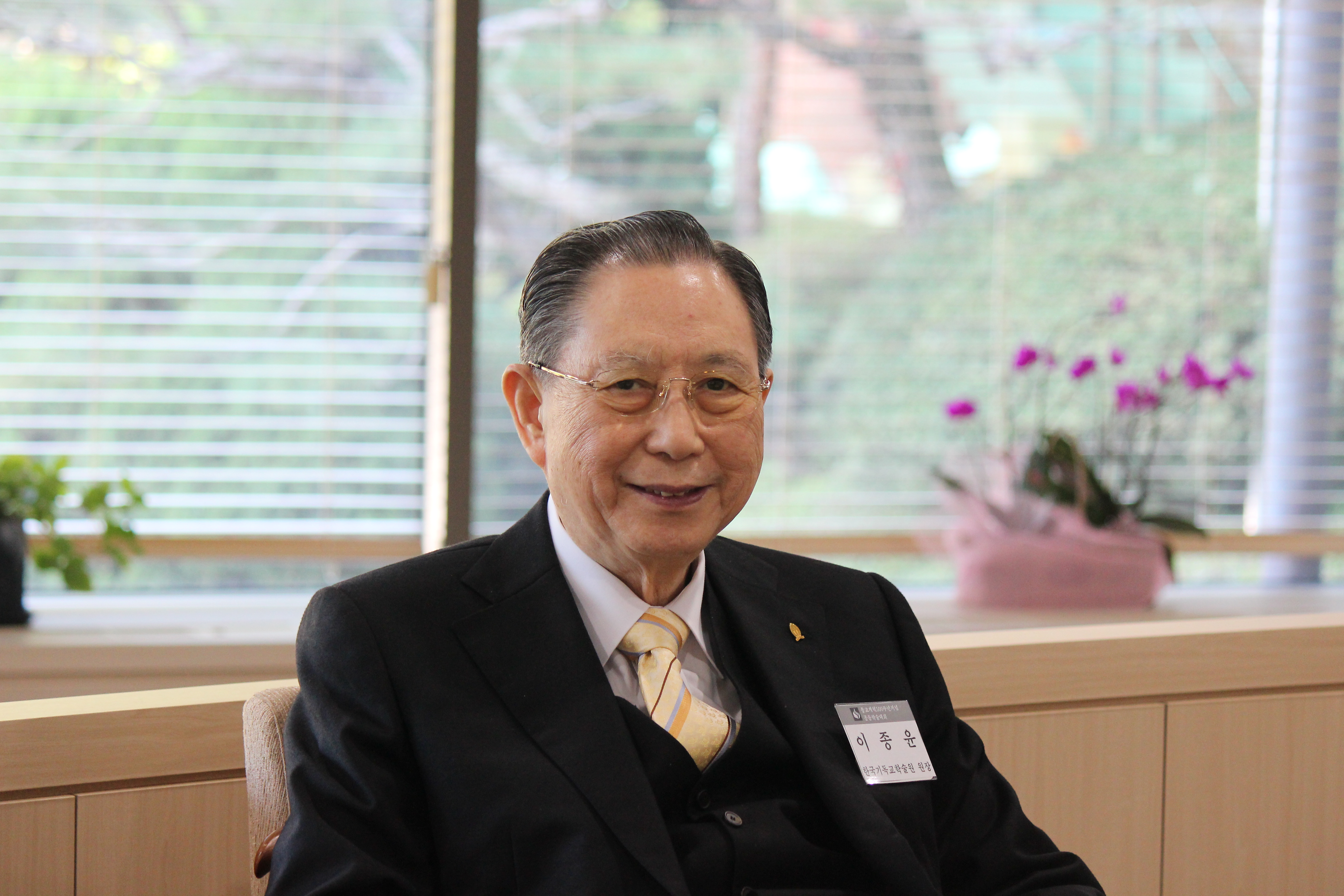
서울교회 설립자 이종윤 목사

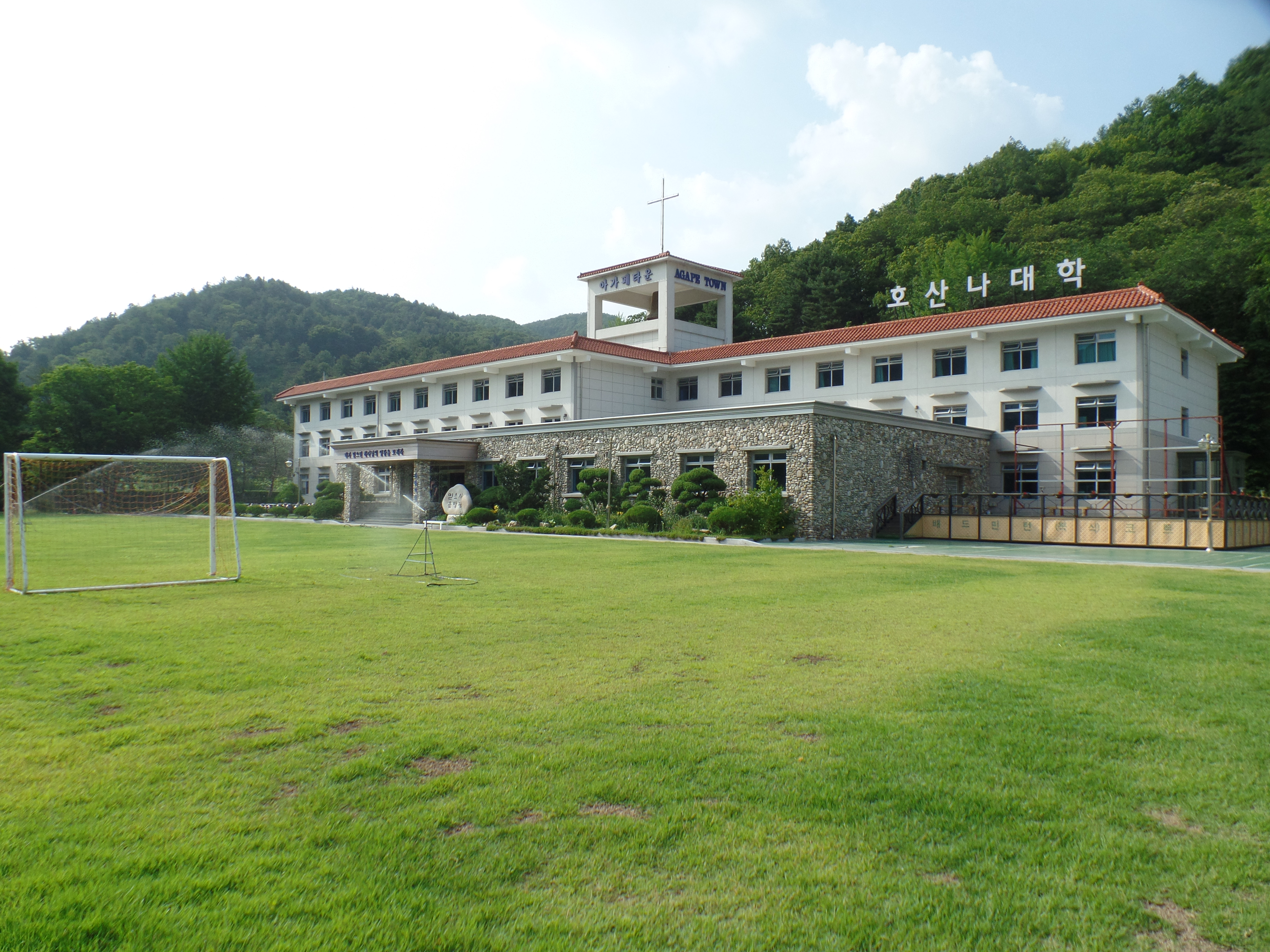
아가페타운(경기도 가평군)

서울교회(Seoul Presbyterian Church)는 서울특별시 강남구 삼성로 51길 7(대치동 210)에 있는 대한예수교장로회(통합) 교단에 속한 장로교회이며, 신학자였던 이종윤 목사가 1991년 10월 26일에 창립하였다. 한국교회와 한국의 신학회를 위하여 많은 기여가 있는 교회로 알려져있다. 현재 담임은 손달익 목사이다. 

## 모임들
교통이 좋고 모임을 위한 시설이 잘 구비되어 국제대회나 국내 수많은 신학회들의 모임 장소로 많이 이용된 교회이다. 대표적으로 세계개혁신학회, 요한칼빈탄생500주년기념사업회, 한국복음주의신학회,  한국장로교신학회, 종교개혁500주년기념사업회, 그리고 외국의 목회자를 교육시키는 프로그램인 김치 세미나 등 수많은 큰 대회를 주최하였다.

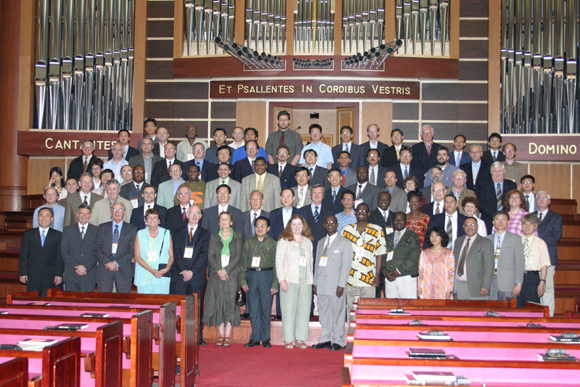
세계개혁신학회 모임 장소: 서울교회, 2005년 7월 5일

요한칼빈탄생500주년기념사업회, 2009년 6월 22일 서울교회

## 연혁
- 1991년 10월 26일 : 서울특별시 강남구 논현동 165-8 건물에서 이종윤 목사가 창립
- 1994년 5월 1일 : 서울특별시 서초구 반포동 737-8 건물로 예배당을 이전
- 1998년 : 서울특별시 강남구 대치동 210에 서울교회 예배당 건물을 착공
- 2000년 12월 25일 : 예배당 건물 준공
- 2006년 : 예배당 건물에서 호산나대학이 개교
- 2008년 4월 11일 ~ 7월 7일 : 경기도 가평군 청평면 영안모자 소유 부지를 매입, 영안모자 소유의 부지 건물(구 영안모자 청평공장 건물의 일부) 리모델링을 통한 아가페타운 공사에 착공[4]
- 2009년 10월 10일 : 경기도 가평군 청평면의 아가페타운 준공과함께 호산나 대학이전

## 역대 목사들
- 1대 이종윤 목사
- 2대 박노철 목사
- 3대 손달익 목사

## 같이 보기
- 호산나대학
- 이종윤